# Alfred Schulz van Treeck
Alfred Schulz van Treeck (* 20. Oktober 1903 in Berlin; † 28. Februar 1958 ebenda) war ein deutscher Mediziner und Pionier der Otoskopie.

## Leben
Alfred Schulz arbeitete zunächst an der HNO-Klinik der Charité als wissenschaftlicher Zeichner und Photograph des Fachgebietes. Er genoss großes Ansehen bei seinem damaligen Lehrer und Leiter der HNO-Klinik Carl Otto von Eicken, sodass er sich für ein Medizinstudium entschied und letztlich im Jahre 1936 über Trommelfellphotographie promovierte.
In den Folgejahren arbeitete er gemeinsam mit Carl Otto von Eicken am Atlas der Hals-, Nasen-, Ohrenkrankheiten, der 1940 veröffentlicht wurde und bis heute aufgrund seiner epochemachenden Darstellungsform Anwendung in der fachärztlichen Ausbildung findet. Die Aquarellierung vergrößerter Trommelfellfotografien verbesserte die Darstellung der noch unzureichenden Schwarz-Weiß-Fotografien. Zugleich erreichte er eine außerordentliche Bildhaftigkeit, was die Darstellungen wissenschaftlich und didaktisch sehr wertvoll macht.
Die Arbeit Alfred Schulz van Treecks trägt noch heute zum prinzipiellen Verständnis von Krankheit und Krankheitsverlauf der Ohrenerkrankungen bei und legte in ihren Anfangsjahren durch Bild gebende Dokumentation und technische Innovation das Fundament der heutigen Oto-Endoskopie.